# Winterdepression
Die Winterdepression ist eine depressive Störung, die in den Herbst- und Wintermonaten auftritt. Als Sonderform der affektiven Störungen ist sie im ICD-10 den rezidivierenden depressiven Störungen zugeordnet.
Sie ist eine Ausprägung der saisonal-affektiven Störung (auch SAD von Seasonal Affective Disorder; von der Jahreszeit abhängige emotionale Störung), zu der auch weitere, für Depressionen grundsätzlich charakteristische Symptome wie geänderte Stimmung, Reduzierung des Energieniveaus, Ängstlichkeit sowie Verlängerung der Schlafdauer, verstärkter Appetit auf Süßigkeiten (Kohlenhydratheißhunger) und Gewichtszunahme als für Depressionen atypische Symptome gezählt werden. Im Gegensatz dazu treten nämlich bei der saisonal unabhängigen Depression eher Appetitlosigkeit, Gewichtsabnahme und Schlafverkürzung auf.
Erstmals beschrieben und benannt wurde die Winterdepression von Norman E. Rosenthal und Kollegen am National Institute of Mental Health im Jahr 1984.

## Ursachen

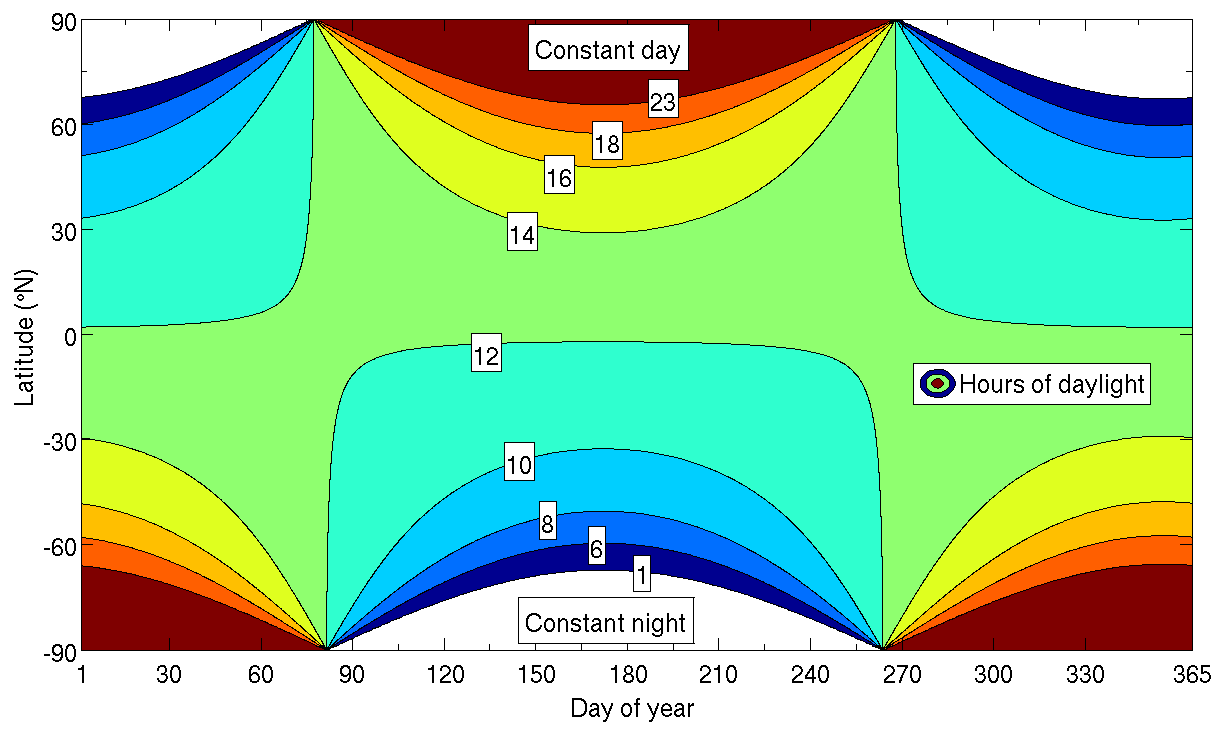
Die Taglänge in Abhängigkeit von Breitengrad und Jahreszeit. Deutschland liegt am 50° Breitengrad. Dort schwankt die Tageslänge zwischen rund 8 Stunden am 1. Januar und 17 Stunden am 1. Juli, wodurch die circadiane Rhythmik von Lebewesen beeinflusst wird.

Als eine Ursache werden Verschiebungen des biologischen Tagesrhythmus angenommen. Es bestehen hierzu unterschiedliche Annahmen. Eine besagt, dass die Symptomatik der SAD-Patienten in Zusammenhang mit dem Serotonin-Melatonin-Stoffwechsel steht. Lichteinfall auf die Netzhaut wirkt als Zeitgeber, indem es dort vermehrt Melanopsin bilden lässt. Das mittags vorherrschende kurzwellige (blau-betonte) Licht wirkt hierbei stärker als das eher langwellige (rot-betonte) Licht der Abenddämmerung.
Unter dem Einfluss des Melanopsins senden spezielle photosensitive retinale Ganglienzellen Signale in das Gehirn, das darauf die innere Uhr des Organismus auf Tagesaktivität einstellt. In der Zirbeldrüse (Epiphyse) des Gehirns des Menschen befinden sich viele Serotonin produzierende Zellen. Im Rahmen der Tagesaktivierung schütten diese Zellen verstärkt Serotonin aus, welches stimmungsaufhellend wirken kann. Dagegen wird die Bildung von Melatonin aus Tryptophan und Serotonin durch auf die Netzhaut des Auges gelangende Lichtreize gehemmt, so dass die Melatoninkonzentration des Gehirns tagsüber gering ist, nachts dagegen (mit einem Maximum gegen drei Uhr morgens) um ein Mehrfaches ansteigt. Es ist umstritten, ob Melatonin Depressionen auslöst, anerkannt ist aber, dass es das Schlafbedürfnis erhöht.
Der tägliche (circadiane) Rhythmus wird mit zunehmendem Abstand von den Tropen von einem jahreszeitlichen (saisonalen) Zyklus überlagert: Im Winter führen in den höheren Breiten die längeren Dunkelphasen zu allgemein verringerten Serotonin- und erhöhten Melatonin-Werten. Dies führt bei einigen Menschen zur saisonalen (winterlichen) Depression. Die von der asaisonalen Depression abweichenden Symptome der Winterdepression (vermehrte Schlafneigung, erhöhter Appetit) lassen sich also mit der während des Tages verminderten Serotonin- und erhöhten Melatoninproduktion erklären.
Einige Wissenschaftler argumentieren, dass diese jahreszeitlichen Schwankungen ursprünglich keinen Krankheitswert hatten, sondern im Gegenteil eine wichtige Bedeutung für das Überleben der Gruppe gehabt haben könnten. Der Organismus reagiert demnach auf die kürzer werdenden Tage mit Schonung der eigenen Ressourcen. Durch vermehrten Schlaf wird weniger Energie verbraucht. Die Aktivität beschränkt sich auf die hellen Stunden des Tages, an denen ohne künstliches Licht produktiver gearbeitet werden kann. Der verstärkte Hunger auf Kohlenhydrate ist auch bei Tieren zu beobachten, die im Herbst an Gewicht zulegen, um den Winter überstehen zu können. Problematisch sei dieser Mechanismus erst in der modernen westlichen Gesellschaft geworden, in der Ressourcen zu allen Jahreszeiten im Überfluss zur Verfügung stehen und im täglichen Leben wenig Rücksicht auf die Jahreszeit genommen wird.

## Behandlung

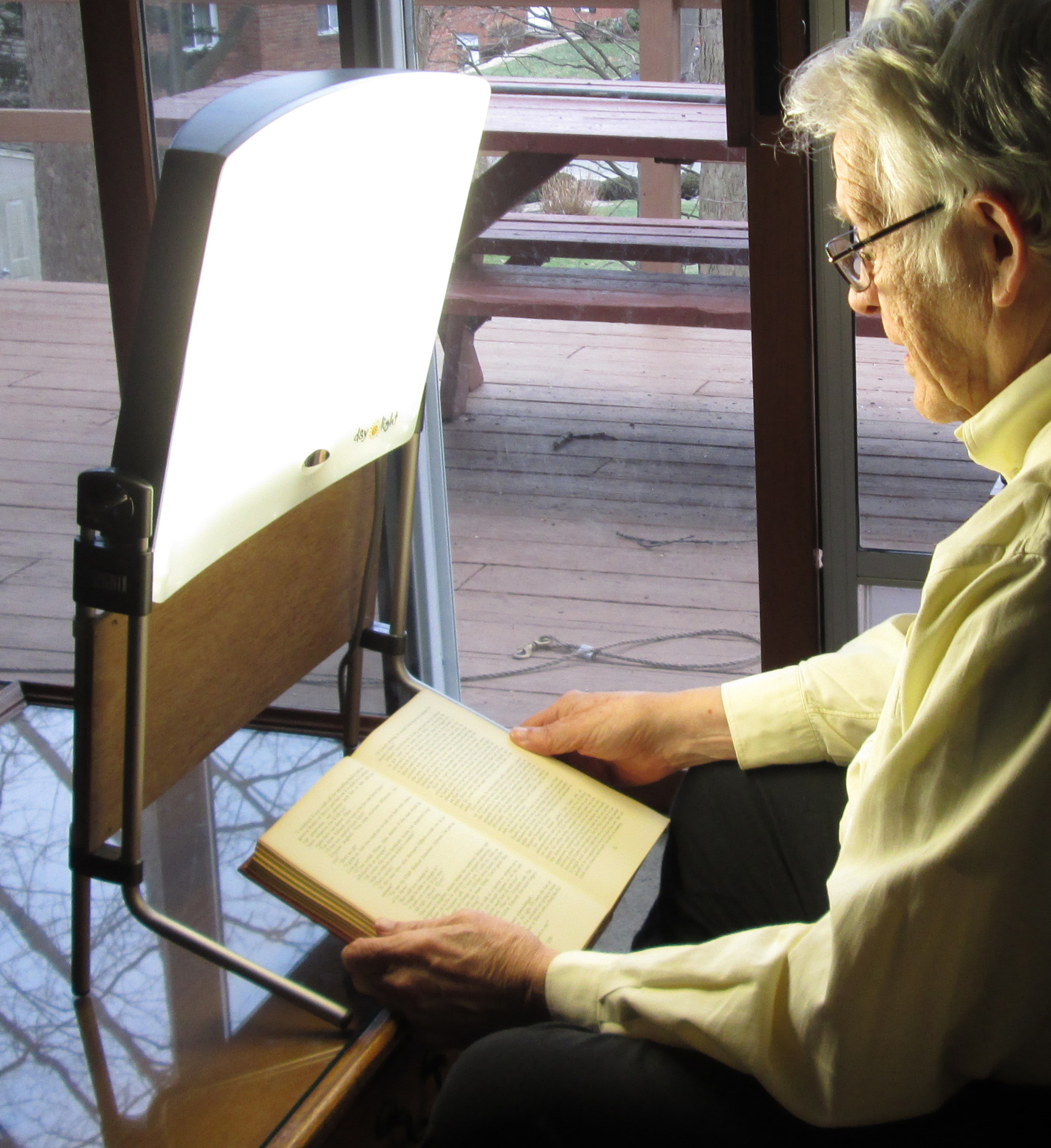
Lichttherapie, eine der möglichen Behandlungsmethoden bei Winterdepressionen

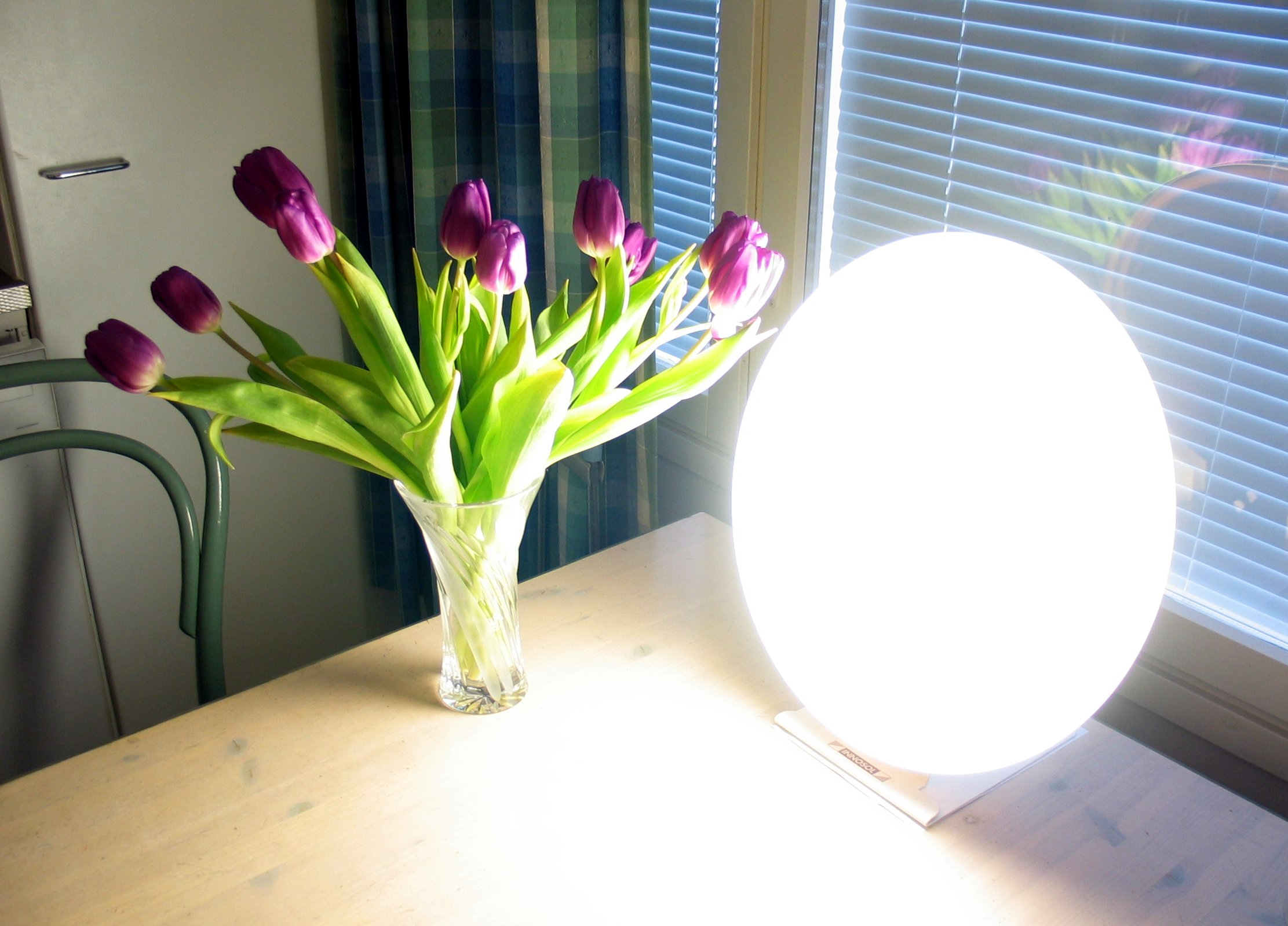
Tageslichtlampe

Wie bei allen Erkrankungen sollte zunächst eine kausale Therapie versucht werden (also die krankheitserregende Ursache beseitigen oder dies zumindest anstreben).

### Ursächliche Behandlung
Eine Einflussnahme auf die Zeitgeber der Produktion von Serotonin und Melatonin kann der Winterdepression entgegenwirken.
Es gibt Hinweise darauf, dass dies durch eine verstärkte Licht-Exposition in der Winterzeit erfolgen kann. Teilweise wird angegeben, dass Helligkeit am frühen Morgen besonders effektiv ist, da hierdurch der circadiane Tagesrhythmus eingestellt und die natürliche Regulation von Serotonin und Melatonin verbessert würde.
Es wird davon ausgegangen, dass weißes 'kaltes' Licht mit hohem Blauanteil deutlich wirksamer ist, als gelbliches 'warmes' Licht mit Rotanteilen.
Im Rahmen einer Lichttherapie können bereits wenige hundert Lux über ein bis zwei Stunden am Morgen wirksam sein, insbesondere auch bereits um 6 Uhr morgens („in der Dämmerung“).
Dies kann in Räumen mit überwiegend weißen Wänden erreicht werden, indem man die Beleuchtung durch Verwendung einiger zusätzlicher Lichtquellen über das ansonsten in Wohnräumen übliche Niveau anhebt. Sind Wände, Fußböden und Decke überwiegend dunkel, sind deutlich leistungsfähigere Lichtquellen erforderlich.
Relevant ist das von der Netzhaut wahrgenommene Licht. Beim Lesen eines Buchs sollten sowohl die Buchseiten, wie auch der noch im Wahrnehmungsbereich liegende Hintergrund besonders hell ausgeleuchtet sein. Bildschirmarbeitsgeräte sollten auf die größte Helligkeit und eine kalte Lichtfarbe eingestellt werden. Auch hier ist zusätzlich die im Blickfeld befindliche Umgebung hell auszuleuchten.
Eine typische Zimmerbeleuchtung erzeugt 50 Lux. Für Büros wird bis zu 500 Lux gefordert. An einem bedeckten Wintertag werden 6.000 Lux gemessen, an einem bedeckten Sommertag 20.000 Lux und direktes Sonnenlicht erzeugt bis zu 100.000 Lux.
Bei einer ärztlichen Behandlung werden in der Regel Lichtquellen verwendet, die rund 10.000 Lux erzeugen und einen UV-Licht Filter enthalten. Die Anwendung dauert in der Regel eine halbe Stunde oder mehr. Dabei soll gelegentlich direkt in die Lichtquelle geschaut werden.
Sofern mit dem Auge direkt in eine etwa einen Meter entfernte Lichtquelle geblickt wird, entspricht der Lichtstrom (lumen) einer heute üblichen LED- oder Energiesparlampe bereits mit unter 10 Watt Energieverbrauch einer Beleuchtungsstärke von über 100 Lux. Um eine Blendung zu vermeiden, sollte beim direkten Blick auf eine Lichtquelle eine lichtstreuende Schicht zwischen Auge und Leuchtmittel vorgesehen werden, etwa Transparentpapier, eine weiße transluzente Folie oder ein lichtdurchlässiger Stoff.
Erfolgt der Lichteinfall erst später am Tag, wird offenbar zur Aufhellung der Stimmungslage eine Beleuchtungsstärke von mehreren tausend Lux benötigt.
Auch für den Endverbraucher werden inzwischen günstige Leuchten mit weißem Licht angeboten, die 10.000 Lux erzeugen. Diese sollten eine Farbtemperatur von über 4000 Kelvin (Neutralweiß), besser über 6000 Kelvin (Tageslichtweiß) besitzen. Gut geeignet sind einfache Baustrahler mit LED-Leuchtmittel und zumindest 50 Watt Leistung.
Um das Einschlafen nicht zu erschweren, sollte am Abend auf zu helles Licht verzichtet werden.
Die direkte Gabe von Serotonin scheidet als Maßnahme gegen die Winterdepression aus, weil es die Blut-Hirn-Schranke nicht überwinden kann.
Die aktuelle Behandlungsleitlinie empfiehlt Lichttherapie bei Depressionen, die einem saisonalen Muster folgen. Etwa 60–90 % der Patienten profitierten von einer Lichttherapie nach etwa zwei bis drei Wochen. Als „tendenziell positiv“ bewertet der IGeL-Monitor des Medizinischen Dienstes Bund die Lichttherapie bei saisonal depressiver Störung. Die Lichttherapie könne die depressiven Beschwerden etwas besser lindern als eine Scheinbehandlung, heißt es bei dem Prüfportal, das die Studienlage analysiert hat. Zwar zeigten die gefundenen Untersuchungen und Übersichtsarbeiten kein einheitliches Bild zum Nutzen der Lichttherapie, ließen aber Hinweise auf einen geringen Nutzen erkennen.
Schäden wie Kopfschmerzen, Müdigkeit und ähnliche Beschwerden träten nicht häufiger auf als bei einer Scheinbehandlung. Allerdings kann ein Spaziergang bei Helligkeit ebenso hilfreich sein, weshalb die Lichttherapie keine Leistung der gesetzlichen Krankenkassen ist (Wirtschaftlichkeitsgebot). Der IGeL-Monitor stützte sich in seiner Bewertung vor allem auf eine US-amerikanische Übersichtsarbeit sowie auf eine Leitlinie des britischen Gesundheitssystems.
Die Organismen auf der Erde haben sich an Tageslängenwechsel angepasst und entsprechende circadiane innere Uhren entwickelt, um Aktivitäten, Vermehrung und Stoffwechselvorgänge auf biologisch vorteilhafte Zeiten zu legen. Es ist dabei noch nicht geklärt, ob ein gestörtes circadianes System die Depression verursacht oder die Depression Ursache des geänderten circadianen Systems ist oder andere Kombinationen verantwortlich sind. Zumindest könnten Einflüsse auf dieses circadiane System auch zu Therapien gegen saisonale Depressionen führen. Beispielsweise lassen sich mit Schlafentzug oder Lithium solche circadianen Systeme beeinflussen und auch Depressionen behandeln.
| Rot | + | Grün |   |      | = | Gelb    |
|     |   | Grün | + | Blau | = | Cyan    |
| Rot |   |      | + | Blau | = | Magenta |
| Rot | + | Grün | + | Blau | = | Weiß    |

Licht mit kurzen oder mittleren Wellenlängen (Lichtfarben) (blau, grün, gelb) scheinen für einen therapeutischen Effekt notwendig zu sein. Rotes Licht und UV-Licht sind offenbar relativ ineffektiv. UV-Licht kann daher ausgefiltert werden.

### Symptomatische Behandlung
Sollte eine ursächliche Behandlung nicht möglich sein, können ersatzweise die Symptome durch Antidepressiva behandelt werden, wie z. B. selektive Serotonin-Wiederaufnahmehemmer (SSRIs), selektive Noradrenalin-Wiederaufnahmehemmer, Serotonin-Noradrenalin-Wiederaufnahmehemmer oder atypische Antidepressiva wie der selektive Noradrenalin-Dopamin-Wiederaufnahmehemmer Bupropion. In der S3-Leitlinie/NVL Unipolare Depression Behandlung 2015 gilt die Medikation mit SSRIs, neben der Lichttherapie, als erste Wahl zur Behandlung von saisonalen depressiven Störungen.
In der Pflanzenheilkunde wird beispielsweise das Echte Johanniskraut zur Linderung der Symptome der Winterdepression angewandt.

## Geschichte
Winterdepressionen wurden bereits in der Antike von Hippokrates und Aretaios beschrieben.